# Escudo de Bonaire

Escudo de armas de Bonaire

El escudo de armas de Bonaire está compuesto de un campo de azur en el cual aparece una rueda de timón de oro representando la industria. La rueda tiene en su centro una brújula que a su vez tiene en su centro, una estrella de gules, de 6 rayos. La brújula representa la población de la isla que vino de las 4 esquinas del mundo. La estrella en el centro y la corona que surmonta el todo simbolizan la soberanía neerlandesa en Bonaire.